# Platycephalus chauliodous
Platycephalus chauliodous är en fiskart som beskrevs av Knapp, 1991. Platycephalus chauliodous ingår i släktet Platycephalus och familjen Platycephalidae. Inga underarter finns listade i Catalogue of Life.